# Scambus flavolineatus
Scambus flavolineatus là một loài tò vò trong họ Ichneumonidae.